# Fred Krebs
Frederick Otma „Fred“ Krebs (* 23. November 1931 in Wien; 30. November 1995 in Cambridge) war ein britischer Radrennfahrer.

## Sportliche Laufbahn
Krebs (auch Alfred Krebs), der in Österreich geboren wurde, emigrierte mit seiner Familie nach Großbritannien. Er erhielt am 1. Januar 1950 die britische Staatsbürgerschaft. Dort startete er für den Verein R.A.F Henlow. 1953 siegte er im Eintagesrennen Tour of the Chilterns vor Brian Robinson. 1954 gewann Krebs das Etappenrennen Tour of the Stations, das Fox Memorial Race, die Tour of the Pennines und eine Etappe der Tour of Britain. In der Tour d’Europe 1954 kam er beim Sieg von Primo Volpi als bester Brite auf den 5. Rang. 1954 und 1955 fuhr er als Unabhängiger. 1955 startete Krebs mit der britischen Nationalmannschaft in der Tour de France. Auf der 11. Etappe schied er nach Überschreitung der Karenzzeit aus. Auch bei Paris–Nizza war er am Start und wurde bester Brite (42. Platz).